# Rick Husband Amarillo International Airport

i7
i11
i13
Der Rick Husband Amarillo International Airport (IATA-Code: AMA, ICAO-Code: KAMA) ist der internationale Flughafen von Amarillo im US-Bundesstaat Texas.
Er liegt in der Amarillo metropolitan area, rund zehn Kilometer östlich der Innenstadt.

## Geschichte
Im Jahr 1929 gründete Harold English den Flughafen als English Field. Transcontinental & Western Airlines, eine Vorgängerin der TWA, sowie Braniff International Airways flogen Amarillo an.
Während des Krieges entstand 1942 ein Militärflugplatz der United States Air Force, auf dem Bomber des Typs B-17 „Flying Fortress“ stationiert waren. Im Jahr 1968 wurde die Air Base geschlossen.
Im Jahr 1971 entstand ein neuer Terminal, der 2007 erneuert wurde. Im Jahr 2003 wurde der Flughafen zu Ehren des Astronauten Oberst Rick Douglas Husband umbenannt, in Amarillo geboren und am 1. Februar desselben Jahres verunglückt.

## Fluggesellschaften und Ziele
American Airlines verbindet Amarillo mit den Drehkreuzen Dallas und Phoenix, daneben fliegt United Airlines die Drehkreuze Houston und Denver an. Außerdem bedient die Billigfluggesellschaft Southwest Airlines den Flughafen Dallas Love Field.

## Zwischenfälle
- Am 8. Juli 1962 kam es zur Bruchlandung einer Vickers Viscount 812 der US-amerikanischen Continental Airlines (Luftfahrzeugkennzeichen N243V) kurz nach dem Abheben vom Flughafen Amarillo. Beim Einfahren des Fahrwerks lief dem Kapitän von oben Regenwasser auf den Ärmel seines Hemds, was ihn derart ablenkte, dass er das Flugzeug wieder zurück auf die Startbahn sinken ließ. Dabei schlugen die Propeller der beiden inneren Triebwerke (Nr. 2 und 3) auf dem Boden auf, Teile der sich zerlegenden Propeller beschädigten auch Triebwerk 4. In einem Weizenfeld 2100 Meter hinter dem Startbahnende wurde eine Notlandung mit eingefahrenem Fahrwerk durchgeführt. Das Flugzeug wurde irreparabel beschädigt. Alle 16 Insassen überlebten.[4]